# Ipimorpha pleonectusa
Ipimorpha pleonectusa là một loài bướm đêm trong họ Noctuidae.